# Match de meilleur deuxième de la Ligue américaine de baseball 2016

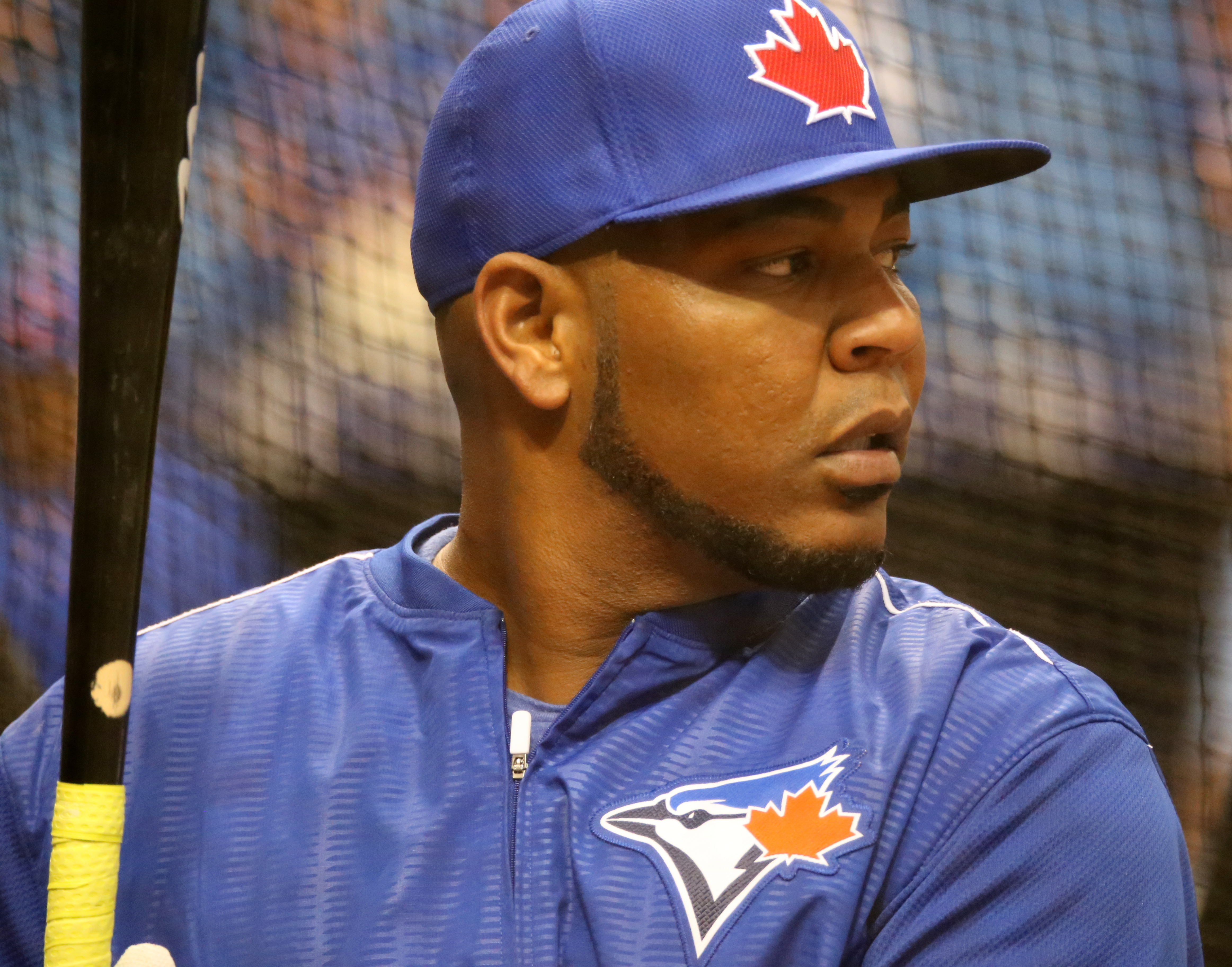
Edwin Encarnación frappe le coup de circuit qui met fin au match de meilleur deuxième et donne la victoire aux Blue Jays de Toronto.

Le match de meilleur deuxième de la Ligue américaine de baseball 2016 est un match éliminatoire de la Ligue majeure de baseball joué le mardi 4 octobre 2016 au Centre Rogers à Toronto. 
Vainqueurs 5-2 en 11 manches de jeu, les Blue Jays de Toronto éliminent les Orioles de Baltimore et se qualifient pour les Séries de divisions de la Ligue américaine.

## Équipes en présence
Même si les deux adversaires ont terminé le calendrier régulier avec des fiches identiques de 89-73, les Blue Jays ont l'avantage du terrain pour ce match éliminatoire car ils ont remporté 10 des 19 matchs opposant les deux équipes durant la saison.

## Déroulement du match
Mardi 4 octobre 2016 au Centre Rogers, Toronto, Ontario.
| Orioles de Baltimore | 0 | 0 | 0 | 2 | 0 | 0 | 0 | 0 | 0 | 0 | 0 | 2 | 4 | 0 |
| Blue Jays de Toronto | 0 | 1 | 0 | 0 | 1 | 0 | 0 | 0 | 0 | 0 | 3 | 5 | 9 | 0 |
| Lanceurs partants : BAL : Chris Tillman TEX : Marcus Stroman Vic. : Francisco Liriano Déf. : Ubaldo Jiménez HRs : BAL : Mark Trumbo TEX : José Bautista, Edwin Encarnación |   |   |   |   |   |   |   |   |   |   |   |   |   |   |